# Marianne Brandt (contralto)
Pour les articles homonymes, voir Marianne Brandt et Brandt.
Marianne Brandt née Marie Bischof le 12 septembre 1842 à Vienne et morte le 9 juillet 1921 dans la même ville est une chanteuse d'opéra autrichienne. Dotée d'une voix de contralto/mezzo-soprano, Brandt était vue, de son temps, comme l'une des plus grandes chanteuses allemandes du XIXe siècle. 

## Biographie
Marie Bischof est née à Vienne et instruite au conservatoire de musique de la ville. Elle attire l'attention pour la première fois sur scène en 1867 pour son rôle de Rachel dans La Juive à Olomouc, et accepte peu après un contrat à l'opéra de Graz. De 1868 à 1886, elle s'associe à l'Opéra Royal de Berlin, période durant laquelle elle prendra également des cours avec Pauline Viardot à Baden-Baden. Recommandée par sa professeure à Richard Wagner, elle participe au Festival de Bayreuth en 1882, où elle interprète le rôle de Kundry lors de la première de Parsifal cette année là, puis en alternance avec Amalie Materna, créatrice du rôle, et Therese Malten (en). 
Elle voyage ensuite à New York durant les années 1880, où elle chante pendant plusieurs saisons (1884-1888) des rôles principaux pour contralto au Metropolitan Opera sous la baguette d'Anton Seidl. Elle y chantera des premières américaines de nombreux opéras, pour la plupart écrit par Wagner. Deux autres chanteurs d'origine germanique, la soprano Lilli Lehmann et le baryton-basse Emil Fischer (en), se produisent également au Met durant la même période. Elle s'associe au pianiste Carl Lachmund pour une tournée en 1887.
Brandt revient à Vienne en 1890, et travaille comme professeure de chant, tout en continuant plus rarement à se produire en concert. Elle organise des « matinées » à la Bösendorfer-Saal (en), des représentations publiques durant lesquels elle permet à ses élèves, triés sur le volet, de se faire connaître. Elle compte parmi ces derniers Edyth Walker et Ada Soder-Hueck.
Elle meurt en 1921 à 78 ans, à Vienne, et est enterrée au cimetière Hadersdorf-Weidlingau à Penzig.

## Répertoire
- Jacques Fromental Halévy
  - La Juive (Rachel, Olomouc, 1867)
- Giacomo Meyerbeer
  - Le Prophète (Fidès, Berlin, 1868[8])
- Giuseppe Verdi
  - Il trovatore (Azucena, Berlin, 1868)
  - Aida (Amneris, New York)
  - Rigoletto (Maddalena)
- Ludwig van Beethoven
  - Fidelio (Leonore, Londres, Covent Garden, 1872, New York, 1884[8])
- Richard Wagner
  - Parsifal (Kundry, Bayreuth, 1882)
  - Tristan und Isolde (Bragäne, Berlin, 1876, Londres, Théâtre de Drury Lane, 1882[9], New York, 1886[10])
  - Rienzi (Adriano, New York, 1885[11])
  - Die Meistersinger von Nürnberg (Magdalene, New York, 1886)
  - L'Anneau du Nibelung (Fricka et Waltraute, Bayreuth, 1876[8])
  - Lohengrin (Ortrud[8])
- Károly Goldmark
  - La Reine de Saba (Astaroth, New York, 1885)
  - Merlin (Morgana)
- Carl Maria von Weber
  - Euryanthe (Eglantine, New York, 1887[8])
- Wolfgang Amadeus Mozart
  - Don Giovanni (Donna Elvira, New York[8])
- Charles Gounod
  - Faust (Siébel, New York[8])
- Gaspare Spontini
  - Olympie (Statira)
- Robert Schumann
  - Genoveva (Margaretha)
- Anton Rubinstein
  - Néron (en) (Epicharis)
- Gioachino Rossini
  - Guillaume Tell (Edvige)
- Gaetano Donizetti
  - La Favorite (Leonora)
- Cristoph Willibald Gluck
  - Orphée et Eurydice